# Lista de prefeitos de Mandaguari
Esta é a lista de prefeitos e vice-prefeitos do município de Mandaguari, estado brasileiro do Paraná.
| Nº | Prefeito                               | Imagem                | Partido                               | Vice-Prefeito                       | Início do mandato       | Fim do mandato                                         | Observações                                                                                         |
| 1  | Ary da Cunha Pereira                   |                       | PRP                                   | Cargo vago                          | 18 de outubro de 1947   | 13 de dezembro de 1947                                 | Prefeito nomeado pelo Governador do Paraná Moysés Lupion                                            |
| 2  | Décio Medeiros Pullin                  |                       | PSD                                   | Cargo vago                          | 13 de dezembro de 1947  | 10 de dezembro de 1951                                 | Primeiro Prefeito eleito em sufrágio universal                                                      |
| 3  | Antônio Sinézio da Cruz                |                       | PTB                                   | Cargo vago                          | 10 de dezembro de 1951  | 20 de abril de 1953                                    | Prefeito eleito em sufrágio universal                                                               |
| 4  | Élio Duarte Dias                       |                       | PSP                                   | Cargo vago                          | 20 de abril de 1953     | 30 de agosto de 1953                                   | Vereador nomeado Prefeito interino                                                                  |
| 5  | João Ernesto Ferreira                  |                       | PSP                                   | Cargo vago                          | 31 de agosto de 1953    | 10 de dezembro de 1955                                 | Prefeito eleito em sufrágio universal                                                               |
| 6  | Élio Duarte Dias                       |                       | PSP                                   | Cargo vago                          | 10 de dezembro de 1955  | 10 de dezembro de 1959                                 | Prefeito eleito em sufrágio universal                                                               |
| 7  | João Ernesto Ferreira                  |                       | UDN                                   | Cargo vago                          | 10 de dezembro de 1959  | 10 de dezembro de 1963                                 | Prefeito eleito em sufrágio universal                                                               |
| 8  | Manoel Donha Sánchez                   |                       | ARENA                                 | Virgílio Corazza                    | 10 de dezembro de 1963  | 31 de janeiro de 1969                                  | Prefeito e vice eleitos Criado o cargo de vice-prefeito Eleito pelos vereadores Posse em 20.03.1964 |
| 9  | Jair Alípio Costa                      |                       | ARENA                                 | Alfredo Rodrigues Brianez           | 31 de janeiro de 1969   | 31 de janeiro de 1973                                  | Prefeito e vice eleitos em sufrágio universal                                                       |
| 10 | Antônio Galera Gonçalez                |                       | MDB                                   | Geraldo Francisco Miqueletti        | 31 de janeiro de 1973   | 1º de fevereiro de 1977                                | Prefeito e vice eleitos em sufrágio universal                                                       |
| 11 | Alexandre Elias Nacif                  |                       | ARENA                                 | João Ribeiro Marques                | 1º de fevereiro de 1977 | 1º de fevereiro de 1983                                | Prefeito e vice eleitos em sufrágio universal                                                       |
| 12 | Antônio Galera Gonçalez                |                       |                                       | Antonio Munhoz                      | 1º de fevereiro de 1983 | 1º de fevereiro de 1989                                | Prefeito e vice eleitos em sufrágio universal                                                       |
| 13 | Carlos Alberto Campos Oliveira         |                       |                                       | Domingos Pereira                    | 1º de fevereiro de 1989 | 31 de dezembro de 1992                                 | Prefeito e vice eleitos em sufrágio universal                                                       |
| 14 | Alexandre Elias Nacif                  |                       |                                       | João Ribeiro Marques                | 1º de janeiro de 1993   | 31 de dezembro de 1996                                 | Prefeito e vice eleitos em sufrágio universal                                                       |
| 15 | Maria Inês Botelho                     |                       | PSDB                                  | Fernando Cesar Ruelis Padilha       | 1º de janeiro de 1997   | 31 de dezembro de 2000                                 | Prefeita e vice eleitos em sufrágio universal                                                       |
| 16 | Ari Eduardo Stroher                    |                       | PFL                                   | Luiz Carlos de Paula (PFL)          | 1º de janeiro de 2001   | 31 de dezembro de 2004                                 | Prefeito e vice eleitos em sufrágio universal                                                       |
| 16 | Ari Eduardo Stroher                    | PMDB                  | 1º de janeiro de 2005                 | Luiz Carlos de Paula (PFL)          | 29 de março de 2005     | Prefeito e vice reeleitos em sufrágio universal        | |
| 17 | Cyllêneo Pessoa Pereira Jr., Cileninho |                       | PP                                    | Luiz Cláudio Fachini (PP)/(PDT)     | 30 de março de 2005     | 31 de dezembro de 2008                                 | Prefeito e vice eleitos 2º colocados                                                                |
| 17 | Cyllêneo Pessoa Pereira Jr., Cileninho | 1º de janeiro de 2009 | PP                                    | Luiz Cláudio Fachini (PP)/(PDT)     | 31 de dezembro de 2012  | Prefeito e vice reeleitos em sufrágio universal        | |
| 18 | Romualdo Batista, Batistão             |                       | PT                                    | Ivonéia de Andrade A. Furtado (PPS) | 1º de janeiro de 2013   | 31 de dezembro de 2016                                 | Prefeito e vice eleitos em sufrágio universal                                                       |
| 18 | Romualdo Batista, Batistão             | PDT                   | Ari Eduardo Stroher (PMDB)            | 1º de janeiro de 2017               | 31 de dezembro de 2020  | Prefeito reeleito e vice eleito em suf. universal      | |
| 19 | Enfermeira Ivonéia Furtado             |                       | CDD                                   | Gilmar Cadamuro (PP)                | 1° de janeiro de 2021   | 31 de dezembro de 2024                                 | Prefeito e vice eleitos em sufrágio universal.                                                      |
| 19 | Enfermeira Ivonéia Furtado             | PSD                   | João Ramos Costa, João do Alto (PSDB) | 1° de janeiro de 2025               | Atualidade              | Prefeito reeleito e vice eleito em sufrágio universal. | |

## História de alguns Prefeitos
Décio Medeiros Pullin (1947-1951)
Foi o primeiro prefeito de Mandaguari emancipado. Administrou o município durante o período de maior crescimento de sua história.
Enfrentou o maior problema da história de Mandaguari, cujo desfecho resultou na quebra de tendência de crescimento: desentendimento com a Companhia de Terras Norte do Paraná, o que resultou na transferência desta para Maringá. As maiores obras foram direcionadas ao ensino, com a construção do grupo escolar e do maternal Tio Patinhas, toda em alvenaria. Conseguiu a primeira escola profissionalizante, a Escola Normal Regional Manoel Ribas em 1949. O sucesso foi tanto que atendia uma vasta região. Em 22 de novembro de 1949 criou o Ginásio Estadual Vera Cruz, que iniciou o funcionamento em 1950. A atenção esteve voltada também para o transporte, com a manutenção constante das estradas e a construção de um moderno aeroporto, onde operavam as companhias Vasp, Real Transportes Aéreos e Aerovias Brasil.
Antônio Sinézio da Cruz (1951-1953)
Dois grandes fatores quebravam as boas expectativas para o município de Mandaguari: a transferência do escritório da Companhia de Terras do Norte do Paraná para Maringá em 1950, e o desmembramento de Mandaguari com a criação dos municípios de Marialva, Maringá e Paranavaí através da lei 790 de 14 de novembro de 1951. Quanto ao desmembramento, a Câmara Municipal alimentava esperanças de que o Chefe do Poder Executivo tomasse frente para tentar impedir que o fato consumasse.
Mas o prefeito afirmou pessoalmente ao Vereador Dr. José Teixeira da Silveira, que no "caso dos municípios novos, ele ficava neutro, para não desagradar seus correligionários espalhados nos antigos Distritos.
Na realidade o prefeito Antonio Sinézio da Cruz tinha como correligionários apenas nos distritos que estavam deixando de existir.
Muitos foram os atritos com a Câmara de Vereadores, diante a recusa de apresentar a prestação de contas, o que levou ao pedido de renúncia em março de 1953.
Élio Duarte Dias (1953) - provisório
Com a renúncia de Antônio S. Cruz, imediatamente o Juiz de Direito designava o Vereador Elio Duarte Dias para exercer interinamente o cargo de Prefeito, até serem preparadas e realizadas novas eleições, conforme a determinação da lei 64/48.
Basicamente a administração foi voltada ao pagamento da dívida deixada pelo prefeito renunciado.
Instituiu o dia 6 de maio como feriado municipal, atribuindo-o como o dia do aniversário de Mandaguari, apesar da data de fundação ter sido 10 de outubro. Terminou seu mandato fazendo oposição ao Governo Estadual e perdendo assim o apoio da Câmara.
Élio Duarte Dias (1955-1959)
Neste período, o município de Mandaguari experimentou um surto de desenvolvimento extraordinário, dado o dinamismo e visão administrativa, características da personalidade do Prefeito Eleito.
Um enigma de sua gestão foi a demolição da praça Independência com a omissão da Câmara que poderia ter evitado.
A praça tinha um estilo bastante original e constituía-se no atrativo de quem passava por esta cidade.
O prefeito Élio Duarte Dias não concluiu seu mandato pois lançou-se candidato a deputado estadual, tendo que desincompatibilizar-se, licenciou no fim de setembro de 1959. Eleito suplente, exerceu o cargo de deputado por um ano, sendo o único político fora do âmbito municipal de Mandaguari.

### Primeiros vereadores
Tertuliano Guimarães Júnior, Ari Osvaldo Corrêa de Almeida, Otacilio Egger (Paranavaí), Creso Lacerda, Raul Maurer Moletta, Demérito da Silva Braga (Marialva), Coriovaldo Andrade Ferreira (Marialva), Napoleão Moreira da Silva (Maringá) e Arlindo Planas (Maringá).

## Biografia
Fonte: Mandaguari e sua História - edição histórica 1937-1987 - Profª. Elizabeth Ana Fontes e Profª. Nair de Matos Bianchini, Biblioteca Pública de Mandaguari